# Mortal Kombat 4
Mortal Kombat 4 è un videogioco della categoria picchiaduro prodotto da Midway Games nel 1997. È il primo capitolo in tre dimensioni ed è l'ultimo della serie ad essere stato sviluppato come arcade prima di essere convertito per il mercato casalingo. 
Questo episodio introduce una serie di profondi cambiamenti per la serie, tra cui le armi: ogni personaggio ha una propria arma (spade, martelli, balestre, ecc.) e può tirarla fuori durante il combattimento. In alcuni scenari sono altresì presenti alcuni oggetti, come ad esempio dei teschi, che possono essere raccolti e scagliati contro l'avversario. Essendo in tre dimensioni vengono introdotti i movimenti di lato, che servono solo per schivare i colpi mentre il combattimento vero e proprio rimane come i livelli degli episodi in due dimensioni. 
È il primo ed unico episodio di Mortal Kombat ad avere l'introduzione e i finali dei personaggi animati in computer grafica al posto di semplici schermate. È possibile, tramite la combinazione di alcuni tasti nella schermata di selezione, cambiare il costume dei personaggi, che oltre a quello base e alternativo, alcuni hanno il costume classico dei precedenti giochi o addirittura inediti (ad esempio Scorpion ha l'uniforme azzurra ed è smascherato, mostrando perciò il teschio).
Da questo titolo è stato creato il suo upgrade, Mortal Kombat Gold, che introduce nuove arene e personaggi.

## Trama
Migliaia di anni prima che le vicende di Mortal Kombat iniziassero, Shinnok, uno degli Dei Antichi che controllavano i sei regni dell'universo di Mortal Kombat, spinto dalla sete di potere, si oppose ad essi e mosse guerra nei loro confronti per divenire padrone incontrastato. Il dio del tuono Raiden, riuscì ad opporsi e sconfiggerlo dopo una battaglia durata molti secoli e a confinarlo e sigillarlo nel Regno Occulto. Qui Shinnok venne torturato dai demoni comandati da Lucifer, l'entità governatrice del posto fino a quando non incontra il malefico stregone Quan Chi. Grazie al suo aiuto, riesce a sconfiggere l'entità e a diventare così l'imperatore del Regno Occulto, elaborando intanto nella sua mente un modo per fuggire e vendicarsi di Raiden, ma senza successo.
La grande svolta avviene quando Quan Chi libera il dio decaduto dalla sua prigione dimensionale, grazie ad un potente amuleto che rompe il sigillo inferto da Raiden. Per ringraziare lo stregone, il malvagio Shinnok gli promette un posto d'onore nell'impero che costruirà. Dopo la sconfitta di Shao Kahn in Mortal Kombat 3, l'Outworld si sgretola e il regno di Edenia rinasce e Kitana ne è la nuova regina. Shinnok approfitta dello stato di debolezza in cui versano i due regni per invaderli e conquistarli: la Terra a causa della tentata e recente invasione da parte di Shao Kahn ed Edenia a causa della sua recente rifondazione, al cui interno vi sono ancora conflitti tra i sostenitori del Regno Esterno del defunto Shao Kahn e i sostenitori del regno attualmente presente. Organizza così un esercito composto dagli ex membri della Fratellanza dell'Ombra, l'esercito che guidò contro gli Dei Antichi migliaia di anni fa, e contemporaneamente viene appoggiato dai guerrieri che furono fedeli a Shao Kahn e da altri provenienti dal Regno Occulto e da Edenia. Sistemato il tutto, il dio decaduto si prepara a conquistare i due regni, e gli Dei Antichi incaricano Raiden e Fujin (dio del vento e fratello del dio del tuono), di riunire i guerrieri di Edenia e della Terra ed affrontare la minaccia di Shinnok e Quan Chi.

## Personaggi

### Nuovi
- Jarek - l'ultimo membro del clan del Dragone Nero, di cui facevano parte Kano e Kabal, sta scappando da Sonya. Con l'incombente minaccia di Shinnok e Quan Chi, Sonya gli propone una tregua per aiutare i guerrieri della Terra; Jarek accetta con riserva, pianificando nel frattempo un modo per fuggire nuovamente;
- Kai - ex membro della Società del Loto Bianco, è un monaco guerriero ed amico di Liu Kang. Combatte al fianco dei guerrieri della Terra;
- Tanya - figlia dell'ambasciatore di Edenia. Viene corrotta dalle promesse del dio decaduto e lo aiuta a far entrare le sue armate nel regno di Edenia. Combatte al fianco delle armate di Shinnok;
- Reiko - un demone del Regno Occulto; fece parte del gruppo dei demoni della Fratellanza dell'Ombra, i quali servirono Shinnok nella battaglia contro gli Dei Antichi. Creduto morto, riappare misteriosamente e decide di servire nuovamente Shinnok in qualità di generale;
- Fujin - dio del vento, incaricato dagli dei antichi di riunire insieme a Raiden i guerrieri della terra per far fronte alla minaccia di Shinnok. Combatte al fianco dei guerrieri della Terra;
- Quan Chi - stregone malvagio ed abile nelle arti oscure, è l'elemento di spicco dell'esercito di Shinnok ed è suo consigliere e braccio destro, dato che lo ha liberato. La sua introduzione influenzerà fortemente l'evolversi della trama degli episodi successivi.
- Shinnok - dio decaduto liberatosi grazie a Quan Chi dalla sua prigionia nel Regno Occulto. Guida un esercito di demoni e guerrieri per conquistare i 6 regni dell'universo di Mortal Kombat e vendicarsi di Raiden, colui che lo imprigionò. È il boss finale.

In realtà, Shinnok e Fujin apparvero per la prima volta in Mortal Kombat Mythologies: Sub-Zero mentre Quan Chi apparve nella serie animata Mortal Kombat: Defenders of the Realm, ma questo è il primo gioco della serie in cui possono essere selezionati dal giocatore. Tra i personaggi introdotti in Mortal Kombat 4 solo Quan Chi comparirà nel successivo capitolo.

### Classici
- Goro - ex campione del Mortal Kombat ed ex protettore di Shang Tsung, ora è la guardia del corpo di Shinnok. Il suo vero obiettivo è sconfiggere Liu Kang e vendicarsi della perdita del titolo di campione di Mortal Kombat. È presente come personaggio segreto;
- Liu Kang - campione del Mortal Kombat e monaco shaolin. Combatte al fianco dei guerrieri della Terra, di cui è il leader insieme a Raiden;
- Jax - collega di Sonya Blade, appartiene alla Squadra di agenti speciali U.S.A. per il controllo dei rapporti tra il Regno Esterno e la Terra. Insieme alla sua collega, dà la caccia a Jarek. Combatte al fianco dei guerrieri della Terra;
- Sub-Zero - ex ninja del clan Lin-Kuei, fratello minore del Sub-Zero del primo torneo Mortal Kombat. In passato, suo fratello maggiore (l'originale Sub-Zero) aveva recuperato e dato a Quan Chi il medaglione col quale ha liberato Shinnok. Conoscendo quindi la chiave per sconfiggere definitivamente il dio decaduto, si unisce ai guerrieri della Terra;
- Sonya Blade - tenente della Squadra degli agenti speciali U.S.A. per il controllo dei rapporti tra il Regno Esterno e la Terra. Insieme al suo collega Jax, dà la caccia a Jarek. Combatte al fianco dei guerrieri della Terra;
- Johnny Cage - attore e karateka, morto durante gli eventi di Mortal Kombat 3 e risorto grazie all'aiuto di Raiden per aiutare i suoi amici. Combatte al fianco dei guerrieri della terra;
- Raiden - dio del tuono. Migliaia di anni prima dei fatti di Mortal Kombat, sconfigge Shinnok e lo confina nel Regno Occulto. Guida i guerrieri della Terra contro le armate di Shinnok;
- Reptile - rettile umanoide, guardia del corpo di parecchie divinità, stregoni o imperatori oscuri, si allea con Shinnok e diventa uno dei suoi generali in cambio della salvezza della sua gente, la razza rettiliana che abitava Zaterra;
- Scorpion - ninja risorto, è uno dei generali delle armate di Shinnok. Egli accetta tale incarico poiché Quan Chi gli promette la vita in cambio dei suoi servigi. Nel corso della battaglia, verrà a sapere che il fratello minore del Sub-Zero che sconfisse nel primo torneo di Mortal Kombat si è alleato con i guerrieri della terra. Cercherà di sconfiggerlo per ottenere nuovamente vendetta nei confronti del clan Lin Kuei, colpevole (erroneamente) di aver ucciso l'intero clan di Scorpion;
- Noob Saibot - ninja completamente nero, è la reincarnazione di Bi-Han, il Sub-Zero del primo Mortal Kombat e fratello maggiore di Kuai Liang, l'attuale Sub-Zero. Shinnok fa di lui un suo subordinato e gli affida l'incarico di spiare lo svolgimento della battaglia tra il regno del Regno Esterno e la Terra (eventi di Mortal Kombat 3) e di fare rapporto al suo nuovo leader che attende il momento più propizio per iniziare l'invasione. È presente come personaggio segreto.
- Meat - fu creato dallo stregone Shang Tsung nelle Fosse di carne, ma prima del suo completamento riuscì a fuggire lasciando il suo aspetto privo di pelle e perennemente sanguinante. È presente come personaggio segreto (si tratta di un costume alternativo per ogni personaggio; questa skin fu creata nel caso un personaggio subisse una fatality che ne rimovesse la pelle, come quelle di Fujin e Reptile).

I combattenti segreti variano a seconda delle versioni: in quella Arcade c'è Meat, uno scheletro vivente, nella Playstation, oltre a Meat, sono presenti Noob Saibot e Goro, nelle versioni PC e Nintendo 64 si aggiunge, oltre ai sopracitati Meat, Goro e Noob Saibot, anche Kitana, sbloccabile solo attraverso dei codici GameShark (Nintendo 64) o tramite un'apposita patch non ufficiale (PC). In questo episodio Reptile non indossa l'uniforme da ninja dei precedenti episodi, mostrando così il suo vero aspetto di rettile-umanoide. Molti giocatori hanno criticato la ripetizione nella trama per quanto riguarda Sonya Blade, ancora una volta in missione per recuperare un membro del clan Black Dragon. Nella schermata di selezione personaggio premendo il tasto Hidden, è possibile scegliere Goro e Noob Saibot.

## Finali
Come per i precedenti capitoli, ogni personaggio ha il proprio finale, ma solo alcuni sono considerabili canonici.

### Finali canonici
- Liu Kang: Lo ritroviamo nel tempio shaolin, fiero di aver sconfitto Shinnok, ma addolorato per aver perso per sempre l'amata Kitana; all'improvviso, si apre un portale dimensionale, da cui appare proprio la principessa, che lo ringrazia di aver salvato Edenia ancora una volta, lo informa che l'amico Kung Lao, da tutti creduto morto dopo l'attacco di Shao Kahn, è vivo e l'ha aiutata a sconfiggere i nemici del Regno Esterno, e gli offre di diventare suo marito e regnare al suo fianco; Liu Kang è costretto a rifiutare, in quanto protettore della Terra, così i due si dicono addio.
- Kai: Raggiunto da Raiden, Kai decide di rinunciare allo shaolin, per partire per un viaggio di allenamento per il mondo; Raiden gli dona il suo bastone magico, per aiutarlo a trovare la via dell'immortalità.
- Raiden: Dopo la sconfitta di Shinnok, Raiden si è guadagnato un posto d'onore tra gli Dei Anziani; questi gli dicono che, tuttavia, deve lasciare il posto di protettore della Terra a un altro dio, così Raiden sceglie il fratello Fujin.
- Fujin: Questo finale riprende quello di Raiden: infatti, Fujin è raggiunto dal fratello, che lo informa che gli Dei Anziani lo hanno accolto tra di loro e che ha scelto lui come dio protettore della Terra.
- Sonya Blade: Con la sconfitta di Shinnok, è finita anche la tregua tra le forze speciali e Jarek, il quale però si rifiuta di consegnarsi a Sonya, che affronta sull'orlo di un dirupo; Jarek si lancia su Sonya, che però schiva l'attacco facendo cadere il criminale nel burrone; infine, Sonya chiama Jax per informarlo della morte di Jarek.
- Johnny Cage: Ancora una volta, l'attore torna a Hollywood, acclamato dai fan, dove riceve un premio simile a un Oscar; dopo essersi vantato e aver detto "Quando avrò della vera competizione?", rivelandosi per il narcisista qual è, viene fischiato e attaccato dai fan.
- Scorpion: Sconfitto Sub-Zero, che ritiene responsabile della morte della sua famiglia, apprende da egli stesso, prima di poterlo uccidere, di essere stato ingannato da Quan Chi: è lo stregone il vero assassino del clan Shirai Ryu, che aveva bisogno del potere di un fantasma come Scorpion per poter uccidere Bi-Han e Kuai Liang - il primo e l'attuale Sub-Zero - suoi avversari. Subito prima che Quan Chi lo faccia ritornare al Regno Occulto, Scorpion gli si lancia addosso, trascinandolo con sé all'Inferno.

### Finali non canonici
- Jarek: Questo finale riprende quello di Sonya: Jarek riesce ad aggrapparsi prima di finire nel burrone e spinge Sonya di sotto.
- Jax: Questo finale riprende, a sua volta, quello di Jarek: subito dopo aver ucciso Sonya, Jarek è raggiunto da Jax, che afferra il criminale e lo fa cadere nel burrone, vendicando la collega.
- Tanya: Sconfitti i guerrieri della Terra, attira Liu Kang in una trappola, portandolo in una catacomba dove li attendono Quan Chi e Shinnok; essendosi rifiutato di inchinarsi dinanzi alla malvagia divinità, Liu Kang è ucciso all'istante.
- Reiko: Rimasto l'unico guerriero in piedi, Reiko fa ritorno al Regno Occulto.
- Sub-Zero: Sconfitto Scorpion, Sub-Zero è stordito da Quan Chi, che rivela di essere il vero assassino della famiglia di Scorpion e si prepara a uccidere l'avversario; proprio in quel momento, tuttavia, Scorpion si rialza e colpisce Quan Chi, uccidendolo, dichiarando così chiusa la faida tra lui e Sub-Zero e liberando il ninja dalla sua maledizione.
- Reptile: Come pagamento per il suo servizio, lo zaterriano chiede solo di tornare a casa, ma vedendosi la richiesta negata, attacca Quan Chi; Shinnok afferra Reptile e lo uccide.
- Shinnok: il Dio decaduto è mostrato mentre tortura Raiden, che incolpa per i millenni di sofferenze subite nel Regno Occulto, per poi, infine, ucciderlo.
- Quan Chi: Dopo che Shinnok ha conquistato tutto, lo stregone può mettere in moto il suo piano, gli si rivolta contro, e, quando il Dio prova ad attaccarlo, nessun colpo ha effetto su di lui: Quan Chi, infatti, ha rubato l'amuleto di Shinnok, che impedisce al Dio di colpirlo e che gli permette, invece, di sconfiggere l'avversario una volta per tutte.